# 苏胜新
苏胜新（1960年—），山西莱西人，汉族，中华人民共和国政治人物、第十一届全国人民代表大会新疆地区代表。
毕业于华中科技大学控制理论与控制工程，是中共党员。担任新疆电力公司总经理、党组副书记，现任国家电网公司营销部主任。2008年起担任全国人大代表。